# 索多西乡
索多西乡，是中华人民共和国西藏自治区昌都市芒康县下辖的一个乡镇级行政单位。

## 行政区划
索多西乡下辖以下地区：
安麦西村、角比西村、格良西村和达海龙村。